# Stanisław Ćwikowski
Stanisław Ćwikowski (ur. 11 kwietnia 1877 w Czerńcu, pow. nowosądecki, zm. 9 października 1960 w Nowym Sączu) – polski prawnik, działacz polityczny, poseł na Sejm Ustawodawczy.

## Życiorys
Urodził się w chłopskiej rodzinie Antoniego i Marii z Jaworskich. Brat Jana (ur. 1879), Franciszka i Michała. Maturę zdał w gimnazjum im. Jana Długosza w Nowym Sączu. Początkowo studiował na Wydziale Prawa UJ w Krakowie. Ukończył studia na Wydziale Prawa Uniwersytetu Jana Kazimierza we Lwowie (obronił dyplom doktora praw). Po studiach pracował jako „auskultant sądowy” w Bośni, a potem w Sądzie Obwodowym w Sanoku. Po ukończeniu praktyki sądowej przeniósł się do zawodu adwokackiego i po zdaniu w 1909 w Sądzie Apelacyjnym we Lwowie egzaminu adwokackiego, rozpoczął w 1910 pracę jako adwokat w Nowym Sączu. W 1937 został wybrany przez Walny Zjazd Adwokatury Krakowskiej członkiem Naczelnej Rady Adwokackiej w Warszawie.
Działał w PSL „Piast”, wchodząc w latach 1914–1918 i 1924–1927 w skład Rady Naczelnej stronnictwa. Pełnił również mandat posła na Sejm Ustawodawczy (1919–1922). Po secesji Jakuba Bojki z 1927 przeszedł do Zjednoczenia Ludu, gdzie próbował porozumieć się z obozem sanacyjnym.
W okresie okupacji hitlerowskiej został aresztowany jako zakładnik. Po zwolnieniu z więzienia ukrywał się w swych rodzinnych stronach.

## Ordery i odznaczenia
- Krzyż Kawalerski Orderu Odrodzenia Polski (9 listopada 1932)[1]